# 吉兒·凱莉
吉兒·凱莉（1971年2月1日—），是一名美國前色情女演員、導演和製片。

## 簡歷
在16年的生涯內，凱莉演出了超過600套色情片。當她在成人影業打響名堂後，她亦有參演荷里活電影，其中包括史碧克·李的《單挑》和《射野之王》。
凱莉最初在安大略的嬰兒娃娃（Baby Dolls）擔任脫衣舞女，當時只有15歲的她憑著假證件而首度亮相。當她與時任男友分手後，她的男友向俱樂部透露了其真實年齡，促使它們解僱了她。其後，她在18歲時重返俱樂部，她自稱沒有人認出她曾經在這裡工作。
後來，凱莉在三藩市的米切爾兄弟奧法雷爾劇院與蒂芬妮·米琳即場演出色情秀，她們在1993年前往拉斯維加斯觀看成人影帶新聞獎表演。
凱莉首次演出是在《神鷹闖天關》。該片是由唐納德·G·傑克遜執導，斯科特·肖製作。這套1991年的動作冒險片仍然是利用電視和電報在全世界發行。她其後亦在一些唐納德·G·傑克遜和斯科特·肖合作的電影中擔任非色情的角色。
1998年10月，凱莉創立她自己的製作公司。2005年4月，《閣樓》收購了已經宣佈破產的吉兒·凱莉製作（Jill Kelly Productions）。

## 私人生活
1993年，凱莉在消費性電子展認識了色情男演員卡爾·占馬（Cal Jammer），他們在一個月後隨即結婚。其後，由於卡爾·占馬在鏡頭外對其不忠，導致雙方離婚，她稱他為毀約者（the deal breaker）。卡爾·占馬對於離婚感到難受，他因而在她屋外的路上開槍自殺。
凱莉與科瑞·喬丹（Corey Jordan）結婚一年後透露她經歷了一個想要孩子的階段，並且兩度懷孕，而且幾乎兩度死去，其中一次是宮外孕。2004年10月，她宣佈與他離婚。
凱莉形容自己是雙性戀者。

## 獎項
成人影帶新聞獎
- 成人影帶新聞獎名人堂成員
- 1996 最佳全女性性愛場景
- 1997 最佳全女性性愛場景
- 1999 最佳雙人性愛場景

X級評論組織
- 1996 最佳女性性愛場景
- 1998 年度最佳演員

## 外部連結
- 官方网站
- 吉兒·凱莉在互联网电影资料库（IMDb）上的資料（英文）
- 吉兒·凱莉在網際網路成人電影資料庫
- 成人電影資料庫上吉兒·凱莉的资料（英文）
- Biography at AVN （页面存档备份，存于）
- Biography at LukeIsBack.com （页面存档备份，存于）